# Henryk Zygalski
Henryk Zygalski (Poznań, 15 luglio 1908 – Liss, 30 agosto 1978) è stato un matematico e crittografo polacco.
È stato l'inventore del concetto di foglio di Zygalski, grazie al quale lui, Marian Rejewski e Jerzy Różycki decifrarono il codice della macchina di crittografia tedesca Enigma.

## Biografia
Era un allievo della scuola media di San. Maria Maddalena a Poznań e dell'Università di Poznań. Dopo la laurea, divenne un impiegato dell'Università di Poznań e dell'ufficio radio container militare (Cipher Bureau).
Nel gennaio del 1933, insieme ai matematici di Poznan Marian Rejewski e Jerzy Różycki, ruppe il codice della macchina di crittografia tedesca Enigma, che gli permise di costruire una copia funzionante. Ciò è stato possibile grazie al suo concetto delle cosiddette lastre Zygalski, molto laboriose nell'implementazione di fogli di carta perforata per aiutare a determinare l'ordine dei rotori di codifica.
Dopo la guerra rimase in esilio in Gran Bretagna, dove ha insegnato matematica in una scuola provinciale. Nel 1977 ha conseguito il dottorato honoris causa della Polish University in Abroad.
Fu sepolto a Londra.

## Onorificenze
Con decisione del presidente Aleksander Kwaśniewski del 21 febbraio 2000, "in riconoscimento di meriti eccezionali per la Repubblica di Polonia", insieme a Jerzy Różycki e Marian Rejewski, fu insignito postumo della Grande Croce dell'Ordine di Polonia Restituta.
Nel 2009 Poczta Polska ha introdotto quattro francobolli in circolazione. Il francobollo con un valore nominale di 1,95 PLN presenta un ritratto di Henryk Zygalski circondato dagli altri due crittologi.
A Poznań i cimeli di Henryk Zygalski si possono ammirare nel Museo Militare di Wielkopolski nella Piazza del Mercato Vecchio, e nel 2008 un monumento crittografico è stato eretto di fronte al Castello Imperiale.
Nel 1999 in via Leśna w Lesie Kabacki a Varsavia, prima di entrare nel complesso del Centro per le operazioni aeree - Comando Componente dell'Aria , in cui prima della seconda guerra mondiale vi era l'Ufficio tedesco del Cipher Bureau, fu ritrovata una pietra con una lapide che commemorava Henryk Zygalski, Jerzy Różycki e Marian Rejewski, i quali lavoravano in quel luogo.